# 68 Brygada Okrętów Obrony Rejonu Wodnego

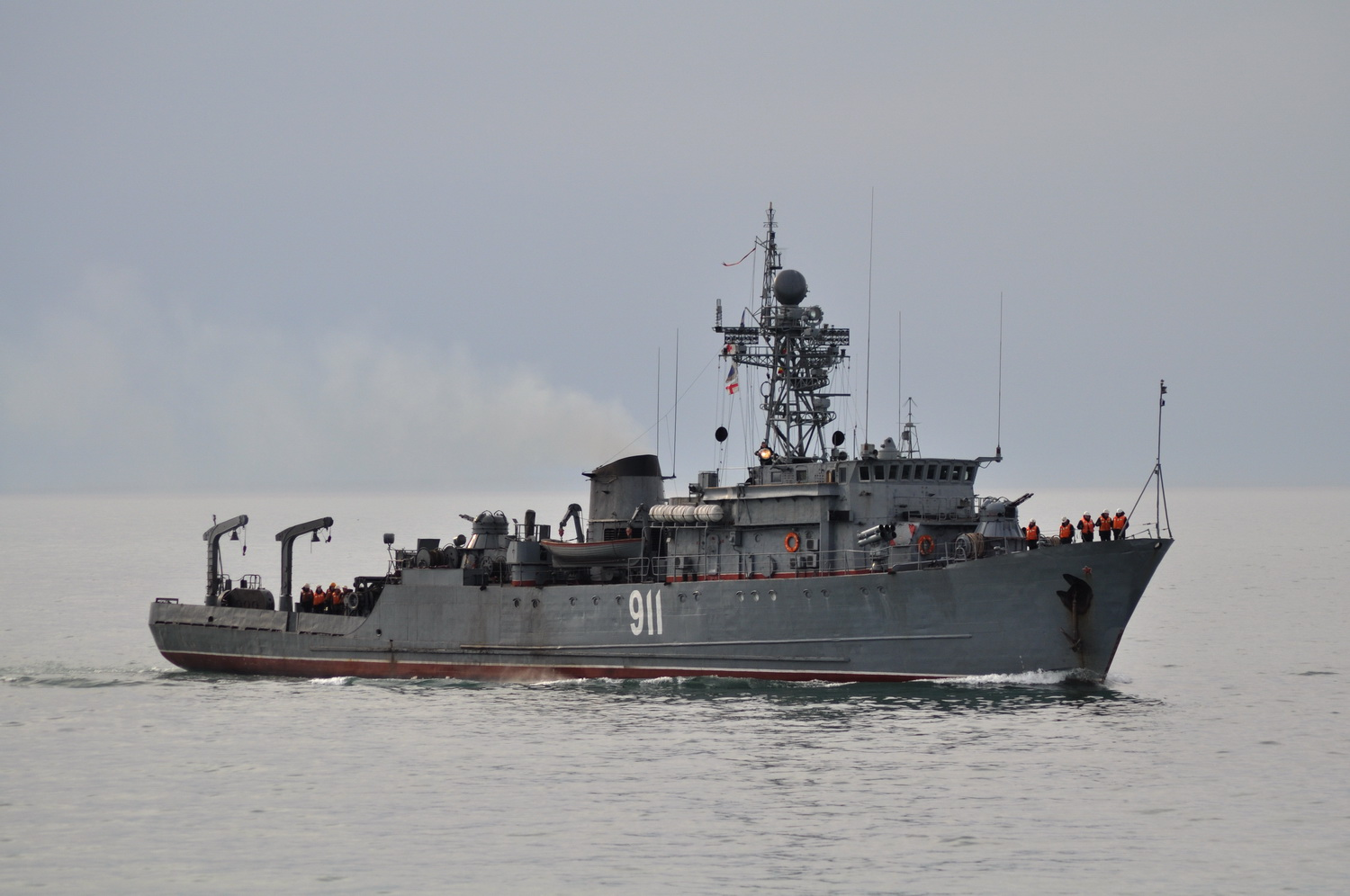
Iwan Gołubiec

68 Brygada Okrętów Obrony Rejonu Wodnego (68 BOORW) – morski związek taktyczny Sił Zbrojnych Federacji Rosyjskiej w strukturach Floty Czarnomorskiej.

## Struktura i okręty
| Okręty brygady w linii w 2008 |                |       |                 |
| Nazwa                         | Projekt        | Numer | Uwagi           |
| 400 dywizjon okrętów ZOP      |                |       |                 |
| MPK-49 Aleksandrowiec         | projekt 1124   | 059   | w linii od 1982 |
| MPK-118 Suzdaniec             | projekt 1124M  | 071   | w linii od 1983 |
| MPK-134 Muromiec              | projekt 1124M  | 064   | w linii od 1982 |
| MPK-220 Władymirec            | projekt 1145.1 | 060   | w linii od 1990 |
| 418 dywizjon trałowców        |                |       |                 |
| Iwan Gołubiec                 | projekt 266M   | 911   | w linii od 1973 |
| Wiceadmirał Żukow             | projekt 266M   | 955   | w linii od 1987 |
| Turbinist                     | projekt 266M   | 912   | w linii od 1972 |
| Kowrowiec                     | projekt 266M   | 913   | w linii od 1974 |